# Harare Sports Club
Der Harare Sports Club, auch Harare Sports Club Ground, ist ein Cricket-Stadion in der simbabwischen Hauptstadt Harare, das nach dem Sportclub gleichen Namens benannt ist. Das Stadion dient als Heimstätte des Mashonaland Eagles und eines von heute zwei genutzten Test-Stadien in Simbabwe. Vom im Jahr 1900 gegründeten Club werden neben Cricket auch andere Sportarten wie Rugby, Tennis, Golf und Squash betrieben.

## Geschichte
Der ursprüngliche Name bis zum Jahr 1982 war Salisbury Sports Club. Das Stadion diente seit seiner Gründung 1909 als Zentrum des Cricketsports in Simbabwe bzw. dem damaligen Rhodesien.

## Kapazität und Infrastruktur
Das Stadion hat eine Kapazität von 10.000 Plätzen und seit 2011 existiert eine Flutlichtanlage. Die beiden Ends heißen Prayag End und Cycle Pure End.

## Nutzung
Das Stadion war der Austragungsort des ersten Tests Simbabwes, der 1992 gegen Indien ausgetragen wurde. Seitdem ist es regelmäßiger Spielort der Nationalmannschaft. Beim Cricket World Cup 2003 wurden in dem Stadion drei Partien ausgetragen. Abseits vom internationalen Cricket ist es Heimspielstätte der Mashonaland Eagles im Rahmen des nationalen simbabwischen Crickets.